# Anatolij Hrycenko (minister)
Anatolij Stepanowycz Hrycenko, ukr. Анатолій Степанович Гриценко (ur. 25 października 1957 w Bahacziwce w obwodzie czerkaskim) – ukraiński polityk, były minister obrony. Pułkownik rezerwy.

## Życiorys
Z wykształcenia inżynier wojsk lotniczych. Pracował w instytucjach wojskowych i administracji państwowej. Od 1999 do 2005 kierował Centrum im. Razumkowa. W lutym 2005 prezydent Ukrainy Wiktor Juszczenko mianował go ministrem obrony. Funkcję tę pełnił do grudnia 2007 w gabinetach Julii Tymoszenko, Jurija Jechanurowa i Wiktora Janukowycza. W przedterminowych wyborach w 2007 uzyskał mandat poselski z listy Nasza Ukraina – Ludowa Samoobrona. W 2010 jako niezależny kandydował bez powodzenia w wyborach prezydenckich (otrzymał 1,2% głosów). Został też przewodniczącym ugrupowania Pozycja Obywatelska. W 2012 ponownie uzyskał mandat poselski z ramienia Batkiwszczyny, który wykonywał do 2014.
W 2014 i 2019 ponownie kandydował w wyborach prezydenckich, otrzymując w nich odpowiednio około 5,5% i około 6,9% głosów.